# 聖泉大学短期大学部
聖泉大学短期大学部（せいせんだいがくたんきだいがくぶ、英語: Seisen Junior College）は、滋賀県彦根市肥田町720に本部を置いていた日本の私立大学である。1985年に設置され、2012年に廃止された。大学の略称は聖泉短大。

## 概観

### 大学全体
- 滋賀県彦根市に所在した日本の私立短期大学で、設置主体は学校法人聖泉学園[注 4]。
- 1985年に聖隷学園聖泉短期大学として2学科体制で開学[3]。1997年度入学生より学科の増設を経て最大で4 学科となったが、2001年度以降は学科数の減少が目立ち始め、1学科体制にまで短縮される。
- 2010年度の入学生を最後に[注釈 2]、2012年に短期大学としての使命を終える[注釈 3]。

### 建学の精神（校訓・理念・学是）
- 聖泉大学短期大学部における建学の精神
  - 「己を愛するが如く汝の隣人を愛せよ」というキリスト教の精神に基づき、人に対する「思いやり」・「優しさ」そして「気配り」といった人間性を身につけること。

### 教育および研究
- 聖泉大学短期大学部には、ビジネス実務に関する科目を学ぶ情報コミュニティ学科と、介護職を育成する介護福祉学科があった。一般教育科目には「キリスト教学」があった。

### 学風および特色
- 聖泉大学短期大学部はキリスト教の思想に基づいた教育がベースとなっており、クリスマス燭火大会なるイベントが催されていた。

## 沿革
- 1984年
  - 12月25日 左記を以て文部省[注 5]より短期大学の設置が認可される。
- 1985年
  - 4月1日 聖隷学園聖泉短期大学（せいれいがくえんせいせんたんきだいがく）として以下の学科体制にて開学[注 6]。
    - 商経科[注釈 4]
    - 英語科[注釈 4]

  - 5月1日 学生数[12]/定員
    - 商経科 100[注 7]/100
    - 英語科 58[注 8]/100
- 1986年
  - 5月1日 学生数[13]/定員
    - 商経科 240[注 9]/200
    - 英語科 146[注 10]/200
- 1987年
  - 5月1日 学生数[14]/定員
    - 商経科 268[注 11]/200
    - 英語科 167[注 12]/200
- 1991年
  - 4月1日 商経科の入学定員を100→150に増員[注 13]。
  - 5月1日 学生数[17]/定員
    - 商経科 343[注 14]/250
    - 英語科 267[注 15]/200
- 1992年
  - 4月1日 聖泉短期大学（せいせんたんきだいがく）に改称[注 16]。
  - 5月1日 学生数[注 17]/定員
    - 商経科 362[注 18]/300
    - 英語科 257[注 19]/200
- 1995年
  - 4月1日 この年度より英語科入学生に、中学校教諭免許状（英語）の教職課程が履修できるようになる[22]。
- 1997年
  - 4月1日 以下の学科を増設[注 20]。
    - 情報社会学科[注釈 5]
    - 介護福祉学科[注釈 5]

  - 5月1日 学生数[24]/定員
    - 商経科 325[注 21]/280
    - 英語科 151[注 22]/170
    - 情報社会学科 38[注 23]/50
    - 介護福祉学科 39[注 24]/50
- 1998年
  - 5月1日 学生数[25]/定員
    - 商経科 225[注 25]/260
    - 英語科 77[注 26]/140
    - 情報社会学科 73[注 27]/100
    - 介護福祉学科 90[注 28]/100
- 1999年
  - 5月1日 学生数[26]/定員
    - 商経科 163[注 29]/260
    - 英語科 62[注 30]/140
    - 情報社会学科 93[注 31]/100
    - 介護福祉学科 99[注 32]/100
- 2000年
  - 4月1日
    - 商経科の入学定員を130→80に減員[注 33]。
    - 以下の学科については、この年度で学生募集を最終とする[注 34]。
      - 英語科[注 35]
- 2001年
  - 4月1日 情報社会学科の入学定員を50→80に増員[注 36]。
- 2002年
  - 4月1日
    - この年度の入学生より商経科[注釈 6]を以下の学科に開始される[注 37]。
      - 企業マネジメント学科 入学定員80名

    - 以下の学科については、この年度で学生募集を最終とする[注 38]。
      - 情報社会学科[注釈 6]
- 2003年
  - 4月1日 聖泉大学短期大学部に改称[注 39]。
- 2007年
  - 4月1日 企業マネジメント学科の入学定員を80→50に減員[注 40]。
- 2008年
  - 4月1日 この年度の入学生より企業マネジメント学科を以下の学科に改組される[注 41]。
    - 情報コミュニティ 入学定員50名[注 42]
- 2009年
  - 4月1日 以下の学科については、この年度で学生募集を最終とする[注 43]。
- 2010年
  - 4月1日
    - 情報コミュニティ学科の入学定員を50→65に増員[注 44]。
    - この年度で短期大学としての学生募集を最終とする[注釈 2]。
- 2012年
  - 12月10日 左記をもって正式に廃止となる[注釈 3]。

## 基礎データ

### 所在地
- 滋賀県彦根市肥田町720[注釈 1]

### 象徴
- 右記資料を参照のこと[注 45]

## 教育および研究

### 組織

#### 学科
- 情報コミュニティ学科 入学定員65名[注釈 7]
- 介護福祉学科 入学定員50名[注 46]

##### 学科の変遷
- 英語科 入学定員70名[注 47]
- 商経科→企業マネジメント学科→情報コミュニティー学科
- 情報社会学科 入学定員50名[注 48]
- 介護福祉学科

#### 専攻科
- なし

#### 別科
- なし

##### 取得資格について
- 介護福祉士資格が介護福祉学科にて取得できた。

### 研究
- 『聖隷学園聖泉短期大学人文・社会科学論集』[50]

## 学生生活

### 部活動・クラブ活動・サークル活動
- 聖泉大学公認クラブ
  - 体育系：硬式テニス・バドミントン・ダンス・フットサル・ほか。
  - 文化系：吹奏楽・軽音楽・ほか。

### 学園祭
- 聖泉大学短期大学部の学園祭は「万聖祭」と呼ばれ、毎年概ね10月に行われた。

### スポーツ
- 硬式テニスが、全国私立短期大学体育大会に出場していた。また、近年では2年連続出場し、2009年度は男子ダブルス3位の成績を納めていた。

## 大学関係者と組織

### 大学関係者組織
- 聖泉大学短期大学部には、旧来の聖泉短期大学を含めた同窓会組織がある。

## 施設

### キャンパス
- 交通アクセス：JR琵琶湖線稲枝駅下車後、徒歩で約10分の場所にあった。
- 設備：本館・図書館・体育館・テニスコートほか

### 寮
- 聖泉大学短期大学部には学生寮がなく、下宿やアパートの斡旋が行われていた。

## 対外関係

### 系列校
- 聖泉大学
- 聖隷クリストファー中学校・高等学校

## 卒業後の進路について

### 編入学･進学実績
- 商経科&企業マネジメント学科：高岡法科大学・岐阜経済大学・皇學館大学・京都学園大学・京都光華女子大学・追手門学院大学・大阪産業大学・桃山学院大学・奈良産業大学ほか
- 英語科：北陸大学・名古屋学院大学・京都橘大学・佛教大学・四天王寺大学ほか
- 介護福祉学科：種智院大学・花園大学・大阪人間科学大学・梅花女子大学・吉備国際大学ほか
- 情報社会学科：中京学院大学・中部大学・日本福祉大学・京都精華大学ほか